# Årets FN-vän
Svenska FN-förbundets pris för Årets FN-vän är ett pris som årligen delas ut av Svenska FN-förbundet.
Utmärkelsen Årets FN-vän instiftades av Svenska FN-förbundet 2005 och ska gå till en högprofilperson eller en organisation i Sverige som har främjat FN:s och FN-förbundets värderingar. Priset delas ut vid FN-förbundets seminarium som hålls i oktober med anledning av FN-dagen.

## Mottagare av priset av Årets FN-vän
- 2005 Hans Rosling
- 2006 Jan Eliasson
- 2007 Birgitta Olsson
- 2008 Inga-Britt Ahlenius
- 2009 Hans Blix
- 2010 Carolina Klüft
- 2011 Ove Bring
- 2012 Margot Wallström
- 2013 Hans Corell
- 2014 Thomas Hammarberg
- 2015 Anders Kompass
- 2016 Staffan de Mistura
- 2017 Yasmin Sherif
- 2018 Beatrice Fihn
- 2019 Olof Skoog
- 2020 Rolf Ekéus
- 2021 Åsa Regnér
- 2022 Johan Rockström
- 2023 Ryssland ut ur Ukraina
- 2024 Ulrika Modéer